# Johannes Schreuder de Jong
Johannes Schreuder de Jong (Koudekerk aan de Rijn, 13 december 1907 - Eelde, 13 april 1945) was een Nederlandse marinier en bewaker van het strafkamp Erika bij Ommen.

## Biografie
De Jong volgde aanvankelijk een opleiding als marinier in Den Helder en diende later in Nederlands-Indië.
In 1942 werd hij bewaker van het strafkamp Erika bij Ommen. Als gevolg van moord, mishandeling, ziekte en ondervoeding kwamen hier tussen 1942 en 1945 zeker 170 gevangenen om het leven. De Jong maakte ook deel uit van de zogeheten knokploeg van Erika, die vanaf september 1944 de wijde omgeving van Ommen terroriseerde. Bij deze razzia’s vielen ten minste negen dodelijke slachtoffers.
Op 13 april 1945 kwam De Jong tijdens gevechten met Canadese militairen om het leven. Hij ligt begraven op de Duitse militaire begraafplaats in Ysselsteyn.